# Clauzadeana
Clauzadeana is een monotypisch geslacht van korstmossen dat behoort tot orde Lecanoraceae. Het bevat alleen de soort Clauzadeana instratula.